# Forêt de Machecoul
La forêt de Machecoul est une forêt de la Loire-Atlantique située à l'est de Machecoul.

## Description
La forêt est répertoriée en tant que Zone naturelle d'intérêt écologique, faunistique et floristique (ZNIEFF) dans l'Inventaire national du patrimoine naturel, sous le code ZNIEFF520006613. Elle couvre 563 hectares. Son altitude varie de 15 à 35 mètres. Il s'agit d'une propriété privée.

## La forêt de Machecoul dans la culture
Elle est citée dans Mais où est donc passée la septième compagnie ? par le personnage du colonel Blanchet interprété par Robert Lamoureux : « Et aussi longtemps que possible, longez la forêt de Machecoul, vous pourrez vous y abriter en cas de pépin, j’la connais, on peut même s’y perdre. Compris ? ». Le film a pourtant été tourné en forêt de Fontainebleau et en région parisienne et les combats de 1940 n'ont pas concerné cette forêt. Le nom viendrait plutôt de souvenirs de vacances de Robert Lamoureux.